# Samendrukbaarheid
De samendrukbaarheid of compressibiliteit (B) is de relatieve volumeverkleining per eenheid van drukverhoging.
Deze is het omgekeerde van de compressiemodulus {\displaystyle \kappa }:
{\displaystyle B={\frac {1}{\kappa }}}
De samendrukbaarheid van een vloeistof is klein, van water bijvoorbeeld ongeveer 5 × 10-10 Pa−1. Van een ideale vloeistof is deze per definitie nul.
De samendrukbaarheid van een ideaal gas is het omgekeerde van de druk.